# E-I-E-I-(Annoyed Grunt)
"Homer, o Fazendeiro" ("E-I-E-I-(Annoyed Grunt)", também conhecido como "E-I-E-I-D'oh") é o quinto episódio da décima primeira temporada de Os Simpsons. Ele foi exibido originalmente pela Fox nos Estados Unidos em 7 de novembro de 1999. O episódio recebeu críticas mistas.

## Enredo
Inspirado em um filme de Zorro, Homer começa a dar tapa nas pessoas com uma luva e desafiá-las para duelos, a qual todos fogem. No entanto, quando um verdadeiro coronel sulista aceita duelar com Homer, os Simpsons fogem para a antiga fazenda do Vovô onde Homer decide se tornar um agricultor. Como nada cresce no local, ele decide usar plutônio para germinar o solo e acaba criando um híbrido de tomate e tabaco perigosamente viciante, mas bem-sucedido, chamado "tomacco".

## Temas e referências culturais

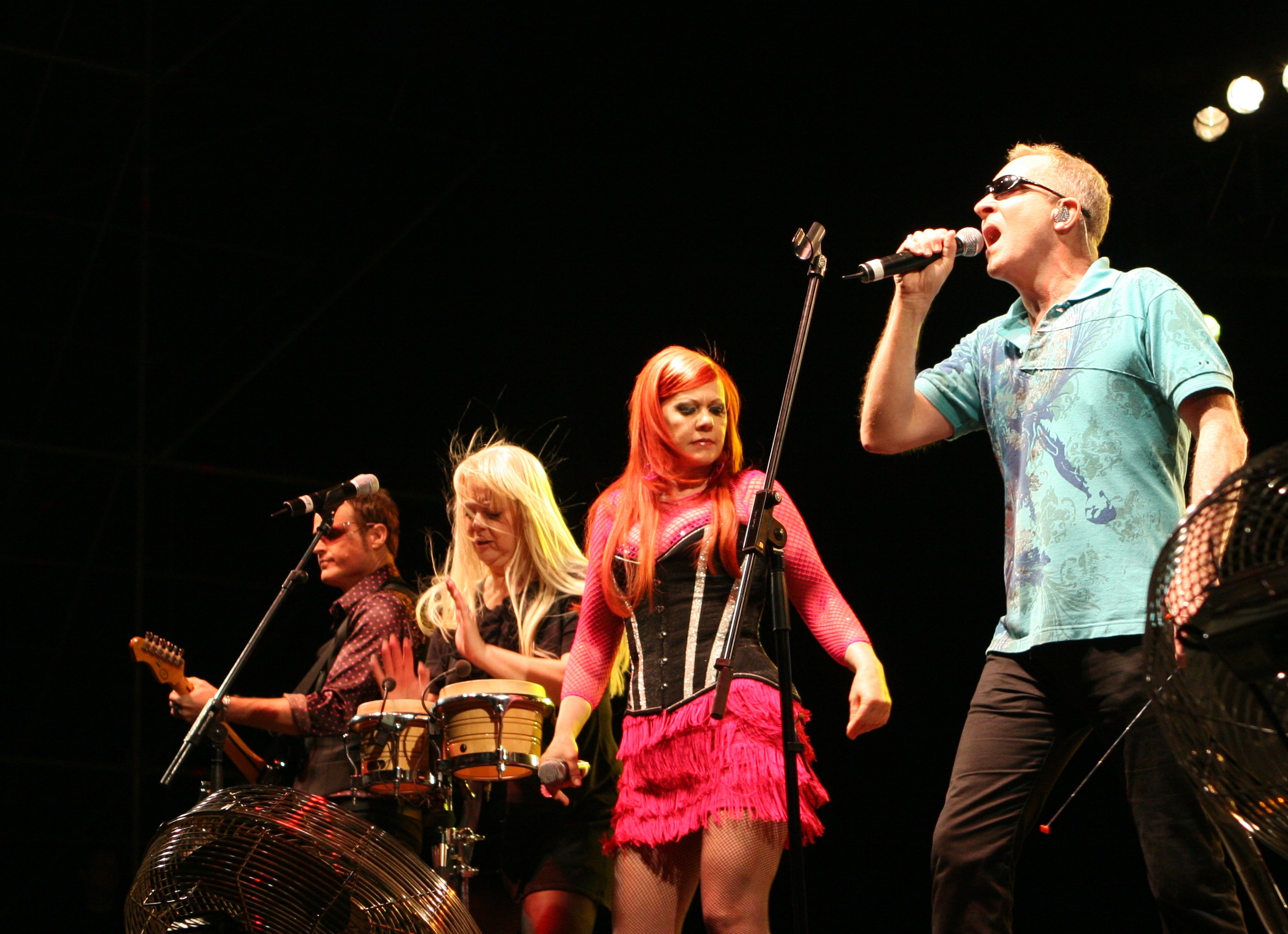
Os B-52 cantam a música "Glove Slap" no episódio.

A família Simpson vai a exibição de The Poke of Zorro, que em grande parte, é uma paródia do filme The Mask of Zorro (1998). Nos créditos, aparecem o nome  dos atores John Byner, Shawn Wayans, Rita Rudner, Cheech Marin, Gina Gershon, Curtis Armstrong, Eric Roberts, Spalding Gray, Anthony Hopkins, James Earl Jones e Meryl Streep, a cantora Victoria Beckham, o lutador Steve Austin, jogador de futebol Pelé e o produtor Robert Evans como atores do filme e, entre outros, agradecem ao editor Bob Guccione e ao time de hóquei Philadelphia Flyers. O anúncio da Buzz Cola exibido antes de The Poke of Zorro é uma paródia da sequência de invasão de abertura da Normandia do filme Saving Private Ryan (1998). Entre os outros filmes anunciados no cinema estão My Dinner with Jar Jar, uma referência ao personagem Jar Jar Binks de Star Wars e o filme My Dinner with Andre, de 1981.
A música "Glove Slap" é uma paródia da música "Love Shack ". Os B-52 cantaram tanto a versão original quanto a versão alterada usada no episódio. A música tocando durante a sequência em que os Simpsons começam a cultivar é a música tema da série de televisão Green Acres. Os animais viciados que tentam invadir a casa para obter o último Tomacco são uma referência ao filme A Noite dos Mortos-Vivos (1968). Um fazendeiro é mostrado usando um elefante para medir a altura de seu milharal, sendo esta um uma referência à música "Oh, What a Beautiful Mornin", que apresenta o trecho "o milho é tão alto quanto um olho de elefante". O sotaque do coronel do sul é semelhante ao personagem Foghorn Leghorn, da Warner Bros., e ele usa a mesma frase de Foghorn, "Senhor, eu digo senhor!", enquanto o retalho de lama em seu trailer apresenta uma foto dele em uma pose semelhante ao personagem Yosemite Sam, também da Warner. A chegada do coronel há casa dos Simpsons para o duelo com Homer é embalada por um trecho da canção Dixie.

## Legado

### "Tomacco" na vida real
Um fã dos Simpsons, Rob Baur, do Lake  Oswego, Oregon, foi inspirado pelo episódio. Lembrando o artigo de um livro, Baur cultivou tomacco de verdade em 2003. A planta produzia descendentes que pareciam tomates normais, mas Baur suspeitava que continha uma quantidade letal de nicotina e, portanto, não seria comestível.  Os testes mais tarde provaram que as folhas da planta continham nicotina. Ambas as plantas são membros da mesma família, Solanaceae ou erva-moura. A planta de tomacco suportava até morrer após 18 meses, passando um inverno dentro de casa. Baur apareceu no comentário do DVD do episódio, discutindo a planta e a fama resultante.
Uma loja chamada "Sneed's Feed & Seed", que aparece por um curto período de tempo no episódio, tem sido fonte de intenso debate entre os fãs da série. O debate gira em torno do nome da loja, citando a possibilidade de uma piada obscena dentro do episódio. O escritor do episódio, Ian Maxtone-Graham, foi ao Twitter para confirmar que o nome da loja é, de fato, uma referência à relação oral e penetrante, o que implica que a loja já foi um bordel com o nome de "Chuck's Fuck and Suck".